# Xavi Costa
Xavier Costa Ferré (Amposta, Tarragona, 18 de julio de 1986) es un jugador español de hockey patines, internacional absoluto con la Selección nacional, que ocupa la demarcación de delantero. 